# Microtityus jaumei
Espèce
Microtityus jaumei est une espèce de scorpions de la famille des Buthidae.

## Distribution
Cette espèce est endémique de la province de Santiago de Cuba à Cuba,.

## Étymologie
Cette espèce est nommée en l'honneur de Miguel Luis Jaume García (1905–1990).

## Publication originale
- Armas, 1974 : « Escorpiones del Archipielago Cubano. 2. Hallazgo de genero Microtityus (Scorpionida: Buthidae) con las descripciones de un nuevo subgenero y tres nuevas especies. » Poeyana, no 132, p. 1-26.